# Isorella
Isorella är en ort och kommun i provinsen Brescia i regionen Lombardiet i Italien. Kommunen hade 4 106 invånare (2018).